# Dahyun
Kim Da-hyun, nota artisticamente come Dahyun (김다현?, 金多賢?, Kim Da-hyeonLR, Kim DahyŏnMR; Seongnam, 28 maggio 1998), è una cantante sudcoreana.
Dal 2015 fa parte delle Twice, gruppo femminile formato dalla JYP Entertainment tramite il reality show Sixteen.

## Biografia
Kim Da-hyun è nata il 28 maggio 1998 a Seongnam, nella provincia di Gyeonggi, in Corea del Sud. Ha guadagnato visibilità online grazie a un video virale in cui si esibiva in una "aquila dance" durante un evento scolastico, che attirò l’attenzione della JYP Entertainment.
Dopo essere entrata come trainee, ha partecipato al reality show Sixteen, andato in onda su Mnet nel 2015, venendo poi selezionata come membro delle Twice.

## Carriera
Dahyun ha debuttato ufficialmente con le Twice il 20 ottobre 2015 con l’EP The Story Begins e il singolo Like Ooh-Ahh. All’interno del gruppo è conosciuta per il ruolo di rapper, vocalist e ballerina, oltre che per la sua espressività e presenza scenica.
È apparsa in numerosi varietà e programmi televisivi, dove si è distinta per la sua personalità vivace e umoristica.